# Persone di cognome Cho
| Questa pagina contiene informazioni ricavate automaticamente dalle voci biografiche con l'ausilio del template Bio e di un bot. L'aggiornamento è periodico e automatico e ricostruisce completamente la pagina. Se manca una persona in questa lista, sei pregato di non aggiungerla, ma accertati piuttosto che la sua voce biografica contenga il template Bio e che i dati anagrafici siano correttamente compilati. Se il template Bio manca, inseriscilo tu stesso o, in alternativa, metti l'avviso {{tmp\|Bio}} che ne segnala la mancanza. Se i dati riportati sono sbagliati, correggi direttamente la voce biografica; le modifiche saranno visibili in questa lista entro pochi giorni. Per chiarimenti vedi il progetto antroponimi. La lista contiene solo le 59 persone che sono citate nell'enciclopedia e per le quali è stato implementato correttamente il template Bio. Pagina aggiornata al 23 lug 2025. |

Questa è una lista di persone presenti nell'enciclopedia che hanno il cognome Cho, suddivise per attività principale.

## Allenatori di calcio(5)
- Cho Byung-deuk, allenatore di calcio e ex calciatore sudcoreano (n. 1958)
- Cho Kwang-rae, allenatore di calcio e ex calciatore sudcoreano (Jinju, n. 1954)
- Cho Kwi-jae, allenatore di calcio e ex calciatore sudcoreano (Kyoto, n. 1969)
- Cho Yong-hyung, allenatore di calcio e ex calciatore sudcoreano (Incheon, n. 1983)
- Cho Young-jeung, allenatore di calcio e ex calciatore sudcoreano (Paju, n. 1954)

## Arciere(1)
- Cho Youn-jeong, arciera sudcoreana (n. 1969)

## Attori(2)
- Cho Jin-woong, attore sudcoreano (Pusan, n. 1976)
- John Cho, attore e musicista statunitense (Seul, n. 1972)

## Attrici(3)
- Arden Cho, attrice, modella e cantante statunitense (Amarillo, n. 1985)
- Cho Yeo-jeong, attrice sudcoreana (Seul, n. 1981)
- Cho Yi-hyun, attrice sudcoreana (Gwangmyeong, n. 1999)

## Calciatori(21)
- Cho Byung-kuk, ex calciatore sudcoreano (Ulsan, n. 1981)
- Cho Chan-ho, ex calciatore sudcoreano (n. 1986)
- Cho Dong-gun, ex calciatore sudcoreano (n. 1986)
- Cho Geung-yeon, ex calciatore sudcoreano (n. 1961)
- Cho Gue-sung, calciatore sudcoreano (Anyang, n. 1998)
- Cho Hyun-doo, ex calciatore sudcoreano (n. 1973)
- Cho Jae-jin, ex calciatore sudcoreano (Paju, n. 1981)
- Cho Jin-ho, calciatore e allenatore di calcio sudcoreano (n. 1973 - Busan, † 2017)
- Cho Jin-soo, ex calciatore sudcoreano (n. 1983)
- Cho Jun-ho, ex calciatore sudcoreano (n. 1973)
- Cho Jung-hyun, calciatore sudcoreano (n. 1969 - † 2022)
- Cho Min-kook, ex calciatore sudcoreano (Seul, n. 1963)
- Mohamed-Ali Cho, calciatore francese (Stains, n. 2004)
- Cho Se-kwon, ex calciatore sudcoreano (n. 1978)
- Cho Sung-hwan, ex calciatore sudcoreano (Haman, n. 1982)
- Cho Won-hee, ex calciatore sudcoreano (Seul, n. 1983)
- Cho Yoon-hwan, ex calciatore sudcoreano (n. 1961)
- Cho Yoon-ok, calciatore sudcoreano (n. 1940 - † 2002)
- Cho Young-cheol, ex calciatore sudcoreano (Ulsan, n. 1989)
- Cho Young-wook, calciatore sudcoreano (Seul, n. 1999)
- Cho Yu-min, calciatore sudcoreano (Dalseo, n. 1996)

## Calciatrici(1)
- Cho So-hyun, calciatrice sudcoreana (n. 1988)

## Cantanti(4)
- Ah Young, cantante e attrice sudcoreana (Seul, n. 1991)
- Cho PD, cantante e rapper sudcoreano (n. 1976)
- Cho Kyu-hyun, cantante e attore teatrale sudcoreano (Seul, n. 1988)
- Cho Yong-pil, cantante, musicista e compositore sudcoreano (Gyeonggi, n. 1950)

## Cantautori(1)
- Cho Seung-youn, cantautore, rapper e ballerino sudcoreano (Seul, n. 1996)

## Cantautrici(1)
- Ali, cantautrice sudcoreana (n. 1984)

## Comiche(1)
- Margaret Cho, comica, stilista e attrice statunitense (San Francisco, n. 1968)

## Dirigenti sportivi(1)
- Rich Cho, dirigente sportivo statunitense (Yangon, n. 1965)

## Fumettisti(1)
- Frank Cho, fumettista e scrittore statunitense (Seul, n. 1971)

## Goisti(5)
- Cho Chikun, giocatore di go giapponese (Busan, n. 1956)
- Cho Hun-hyun, goista e politico sudcoreano (Mokpo, n. 1953)
- Cho Nam-chul, goista sudcoreano (Buan, n. 1923 - Seul, † 2006)
- Cho Son-jin, goista sudcoreano (n. 1970)
- Cho U, goista giapponese (Taipei, n. 1980)

## Hockeisti su ghiaccio(1)
- Cho Min-ho, hockeista su ghiaccio sudcoreano (Seul, n. 1987 - Seul, † 2022)

## Judoka(3)
- Cho Jea-ki, ex judoka sudcoreano (n. 1950)
- Cho Jun-ho, judoka sudcoreano (Pusan, n. 1988)
- Cho Min-sun, ex judoka sudcoreana (n. 1972)

## Modelle(1)
- Cho Eun-ju, modella sudcoreana (Pusan, n. 1983)

## Pastori protestanti(1)
- David Yonggi Cho, pastore protestante sudcoreano (Ulju-gunnei, n. 1936 - Seul, † 2021)

## Pattinatrici di short track(1)
- Cho Ha-ri, pattinatrice di short track sudcoreana (Seul, n. 1986)

## Politici(1)
- Cho Jung-tai, politico taiwanese (Taipei, n. 1958)

## Scrittrici(1)
- Cho Nam-joo, scrittrice sudcoreana (Seul, n. 1978)

## Tenniste(3)
- Cho I-hsuan, tennista taiwanese (Taiwan, n. 2000)
- Cho Yi-tsen, tennista taiwanese (Taiwan, n. 2001)
- Cho Yoon-jeong, ex tennista sudcoreana (Andong, n. 1979)